# Le Clan des Otori
 (février 2022).
Si vous disposez d'ouvrages ou d'articles de référence ou si vous connaissez des sites web de qualité traitant du thème abordé ici, merci de compléter l'article en donnant les références utiles à sa vérifiabilité et en les liant à la section « Notes et références ».
Le Clan des Otori (titre original : Tales of the Otori) est une série de romans écrits par Lian Hearn se déroulant dans un Japon féodal imaginaire. Les cinq romans (Le Silence du rossignol, 2002 ; Les Neiges de l'exil, 2003 ; La Clarté de la lune, 2004 ; Le Vol du héron, 2007 ; Le Fil du destin, 2007) nous font suivre un jeune homme dénommé Tomasu (renommé par son père adoptif Takeo faisant référence à son frère décédé) dans sa lutte pour venger son père adoptif, échapper à l'héritage de son père biologique et retrouver l'amour de sa vie au fil de grandes batailles mêlant des dizaines de seigneurs et de nombreux guerriers.
Une adaptation cinématographique du premier tome (Le Silence du rossignol) est prévue par Universal, qui a acheté les droits de l'œuvre pour 2 millions de dollars.
Lian Hearn a écrit une préquelle titrée Shikanoko, composée de quatre romans, se déroulant dans le même monde, puis une suite titrée Les Enfants des Otori.

## Liste des tomes
1. Le Silence du rossignol, Gallimard Jeunesse, 2002 ((en) Across the Nightingale Floor, 2002)  (ISBN 2-07-053803-6)
2. Les Neiges de l'exil, Gallimard, 2003 ((en) Grass for His Pillow, 2003)  (ISBN 2-07-030031-5)
3. La Clarté de la lune, Gallimard, 2004 ((en) Brilliance of the Moon, 2004)  (ISBN 2-07-053805-2)
4. Le Vol du héron, Gallimard, 2007 ((en) The Harsh Cry of the Heron, 2006)  (ISBN 978-2-07-057903-7)
5. Le Fil du destin, Gallimard, 2008 ((en) Heaven's Net is Wide, 2007)  (ISBN 978-2-07-061568-1)

## Résumés

### Le Silence du rossignol
Le jeune garçon, Tomasu, mène une vie paisible dans le village de Mino, parmi une communauté appelée les Invisibles, qui condamne, notamment, toute violence et qui interdit de tuer. Un soir, il est témoin du massacre de tous les habitants de son village par les guerriers Tohan, qui méprisent les croyances selon lesquelles Tomasu a été élevé. Tomasu est sauvé de justesse par un seigneur du clan des Otori, Otori Shigeru, qui fait de lui son fils adoptif, le rebaptisant Takeo, en souvenir de son défunt frère Takeshi et qui l'emmène chez lui à Hagi.
Pendant ce temps là, Shirakawa Kaede, fille d'un seigneur de l'ouest, retenue en otage au château des Noguchi, alliés des Tohan, depuis environ 8 ans, est victime d'une tentative de viol commise par un des gardes du château. Son seul « ami » au château, Araï, capitaine de la garde des Noguchi, la sauve, en s'accusant de la mort du garde qui l'a agressée. Après cet événement, les seigneurs Noguchi acceptent de laisser Kaede vivre dans leurs appartements, pour la promettre à un homme qui mourra très peu de temps après. Ces deux événements donnent à Kaede la réputation d'apporter la mort aux hommes qui la désirent. Cette réputation intéresse énormément Iida Sadamu, chef des Tohan, ennemi de Shigeru, qui décide de la marier à ce dernier, lui-même épris de dame Maruyama. Iida projette alors d'assassiner sire Shigeru et sa future épouse après les avoir attirés dans sa résidence pour fêter leur noce.
Il simule donc une alliance entre les Otori et les Tohan, par l'intermédiaire des oncles de Shigeru, Soichi et Masahiro, et presse Shigeru et Kaede de venir dans sa résidence, à Inuyama, pour célébrer les noces. Sur le chemin, Takeo rencontre Kaede et un amour fou et secret naît entre les deux jeunes gens.
Tous sont convaincus que ce mariage est un piège, et Shigeru voit là une occasion de s'infiltrer dans la résidence d'Iida Sadamu et de l'assassiner, grâce aux talents que Takeo a reçu de la Tribu, une organisation criminelle secrète dont Takeo ignore d'abord l'existence, mais qui exercera sur lui une énorme influence par la suite. Mais la chambre d'Iida est protégée par le parquet du rossignol, un parquet grinçant au moindre pied qui l'effleure…

### Les Neiges de l'exil
Shigeru est mort, supplicié par son propre sabre Jato dans les mains de Takeo, ainsi que dame Maruyama et sa fille. Après avoir rejoint le temple de Terayama pour les funérailles du seigneur, Takeo reconnaît ses obligations envers la Tribu et décide de partir avec les maîtres Kikuta et Muto, abandonnant ainsi Kaede après l'avoir plongée dans le profond sommeil des Kikuta… Après être resté caché pendant quelque temps dans la ville de Yamagata, il part vers le Nord, pour la ville reculée de Matsue, afin d'y suivre un entraînement intensif, destiné à lui apprendre à obéir à la tribu et à développer ses propres talents. Là-bas, Takeo entretiendra une relation secrète avec Yuki, la fille de Kenji, un des maîtres de la tribu, déclenchant ainsi la haine d'Akio, son « entraîneur », qui deviendra son plus grand ennemi. Un jour, Takeo est envoyé en mission avec Akio dans le but d'aller rechercher des registres que Shigeru était soupçonné de tenir sur la Tribu, la mettant ainsi en péril. Il part donc pour Hagi, et, après s'être introduit dans la demeure de Shigeru, il rencontre Ichiro, son ancien professeur. Celui-ci lui annonce que les registres sont conservés dans le temple de Terayama. Takeo y verra là une occasion en or pour échapper à sa soumission à la Tribu et la haine d'Akio. Il décide donc de s'enfuir pour Terayama pour y être protégé et élaborer une stratégie pour éliminer la tribu et venger la mort de Shigeru, mais c'est sans compter les dangers de l'hiver arrivant, et sa trahison envers la tribu passible de mort… Lors de son chemin vers Terayama, il rencontrera une prophétesse qui lui prédira son avenir :

« Trois sangs se mêlent en toi, tu es né parmi les Invisibles, mais ta vie se déroule maintenant au grand jour et ne t'appartient plus. Tu es destiné à vivre et à apporter la paix sur les Trois Pays. La mort ne pourra t'atteindre que par la main de ton propre fils. Ton domaine s'étendra de la mer à la mer, mais un bain de sang est le prix de la paix. Tu le conquerras en cinq batailles : quatre victoires et une défaite… »

Ce que Takeo ignorait, c'est que Yuki attendait un enfant de lui…
Kaede, quant à elle, détenait un terrible secret : elle avait assassiné Iida Sadamu car celui-ci tentait de la violer. Elle était également enceinte, de Takeo. Elle pria pour que personne ne soit au courant et décida de retourner dans sa demeure familiale, à Shirakawa, pour y revoir ses parents. Elle se mit donc en route avec Shizuka, sa suivante, mais retrouvera son domaine dévasté, sa demeure à l'abandon et apprendra la mort de sa mère par son père, devenu fou. La folie de son père finira par le tuer, et Kaede après ce choc, perdra son enfant et tombera gravement malade, mais finira par s'en remettre. Elle rencontrera aussi l'aristocrate sire Fujiwara qui décidera d'en faire sa fiancée, mais Kaede, hostile à cette idée, ne veut épouser que Takeo, le seul homme qu'elle ait jamais aimé. Lorsqu'elle apprendra par Shizuka, membre de la Tribu, la nouvelle de l'évasion de Takeo vers Terayama, elle se mettra en tête d'aller le retrouver et partira sans attendre, causant ainsi la colère de Sire Fujiwara, qui voyait déjà en Kaede sa future épouse…

### La Clarté de la lune
Après leur mariage secret au temple de Terayama, Takeo et Kaede décident de partir pour le domaine de Maruyama, car Kaede en est l'héritière légale. Ils se mettent donc en route avec une armée de guerriers Otori mécontents de l'administration des oncles de Shigeru. Sur le chemin, ils sont d'abord confrontés à la pluie, puis à un groupe de brigands, que l'armée de Takeo finira par vaincre, marquant ainsi la première victoire de la prophétie. Ils rencontreront également des fermiers tyrannisés dont le fils, Jiro, se joindra a Takeo. Arrivés, à la frontière du domaine, ils remarquent que les gardes ont été massacrés, par l'armée d'Iida Nariaki, cousin d'Iida Sadamu, qui désirait également s'emparer de Maruyama. Là, ils trouveront un enfant qui s'est caché pour échapper aux guerriers. C'est Hiroshi. Il se joindra à Takeo et deviendra un personnage très important (il est encore présent dans le tome 4). Ils arrivent enfin à Maruyama, et décident de combattre l'armée d'Iida Nariaki, avec succès, ce qui marque la deuxième victoire de la prophétie.
Une fois à Maruyama, Takeo établit une stratégie pour attaquer Hagi et venger Shigeru en tuant ses oncles. Il décide de faire appel aux pirates contrôlés par son ancien ami Terada Fumio, afin de prendre Hagi par la mer. Il se met donc en route avec Makoto et Jiro vers l'île d'Oshima. Arrivés à la côte, ils tombent sur un village détruit et décident d'y établir leur campement. Un des rares survivants du village décide de les aider à se rendre à Oshima en bateau. C'est Ryoma, le fils caché de Masahiro, l'oncle de Shigeru. Ryoma emmène donc Takeo à Oshima, où il obtient le soutien des pirates grâce à son ami Fumio, et où il prend contact pour la première fois avec des armes à feu. Piégé par une tempête, il repartira pour Maruyama avec une semaine de retard. Sur le chemin du retour, il est attaqué par Hajime, un membre de la tribu, qui tue Jiro et tente d'assassiner Takeo. Mais Hajime échoue, et se suicide après avoir prévenu Takeo que la tribu détient son fils, l'enfant de Yuki. Cette nouvelle bouleverse notre héros, car son fils est la seule personne au monde capable de le tuer, selon la prophétie.
Pendant ce temps, à Maruyama, Kaede s'ennuie en attendant son mari… et décide de partir pour Shirakawa, afin d'aller chercher ses sœurs. Elle se met donc en route sur Raku, son cheval, avec Amano, son ami et le petit Hiroshi.
Arrivée chez elle, elle apprend que ses sœurs ont été enlevées par sire Fujiwara. Hors d'elle, elle décide d'aller chez l'aristocrate pour les récupérer. Mais arrivée à la résidence, elle est attaquée par les serviteurs de Fujiwara, qui tuent Amano et Raku, et qui la font prisonnière. Retenue contre son gré, elle est forcée d'épouser Fujiwara. En effet, Fujiwara et Araï ont décrété l'annulation du mariage entre Kaede et Takeo pour sceller leur alliance en laissant Fujiwara se marier à Kaede.
Ainsi, elle passe des mois entiers seule, enfermée chez Fujiwara, avec une servante méchante qui lui dicte sa conduite. Kaede se renferme alors sur elle-même, se protégeant de Fujiwara qui lui aussi prend plaisir à la voir souffrir.
Lorsque Takeo, revenu à Maruyama, apprend la nouvelle de l'enlèvement de Kaede par Hiroshi,qui a réussi à fuir l'attaque des serviteurs de Fujiwara. Il décide de partir sur le champ avec son armée, pour la libérer. Mais, arrivé là bas, il est pris en embuscade par l'armée d'Araï, le seigneur des trois pays, allié de Fujiwara. Forcé de battre en retraite jusqu'à la côte, il est finalement vaincu (la défaite de la prophétie) et forcé de se rendre à Araï. Ce dernier, étrangement compatissant épargne Takeo et décide de l'aider à s'emparer de Hagi, car il était lui-même ennemi des Otori. Takeo reçoit également là-bas le soutien de la famille Muto, qui ne peut pardonner au maître Kikuta Kotaro d'avoir tué Yuki la fille du maître Muto. Ils attaquent donc Hagi et réussissent avec brio à tuer les oncles de Shigeru et à prendre possession de la ville. 3e victoire ! Mais c'était sans compter la traîtrise d'Araï, qui se retourne contre Takeo avec son armée, mais qui est anéanti par un tremblement de terre et par le reste de l'armée de Takeo. 4e victoire ! La nuit suivante, Takeo dort paisiblement dans la maison de Shigeru, mais est attaqué durant la nuit par le maître Kikuta Kotaro. Ce dernier est finalement vaincu grâce à l'aide de Kenji. Mais Takeo s'en sortira avec deux doigts en moins. Takeo apprend une nouvelle importante : Fujiwara est mort dans le tremblement de terre, et Kaede a disparu. Il finira heureusement par la retrouver aux grottes de Shirakawa. Seulement elle ne sort pas indemne du tremblement de terre car la maison avait pris feu ainsi que sa chevelure, lui laissant donc des cicatrices. Mais leur amour n'en est pas pour autant touché.

### Le Vol du héron
16 ans ont passé depuis la victoire de Takeo et de Kaede. Ces derniers sont mariés et règnent en paix sur les Trois Pays avec leurs filles, Shigeko, Maya et Miki. Malheureusement, cette paix est compromise. Zenko, le fils aîné d'Araï et de Shizuka, n'a jamais pardonné à Takeo la mort de son père et Takeo craint une tentative de trahison de sa part.

#### Du côté de Takeo
Takeo participe à une fête à Inuyama, mais est victime d'une tentative d'assassinat de la part des enfants de Gosaburo, après cet événement, Takeo prend ses agresseurs en otage et les retient à Inuyama. Ensuite, il part pour l'Ouest, rencontrer Araï Zenko. La bas, il rencontre le fils de sire Fujiwara, Kono, qui lui annonce que l'empereur voit d'un mauvais œil sa façon de gouverner sur les Trois Pays, et le somme d'abdiquer, sans quoi il lèverait une armée pour anéantir Takeo. Après avoir pris en otage les fils de Zenko, Sunaomi et Chikara, comme gage de la loyauté de son vassal, il va rencontrer Fumio, son ami, dans une auberge, où ils découvrent que des armes à feu partent pour la capitale et donc, vers l'empereur. Il somme donc Fumio d'empêcher ce désastre, mais ce dernier échouera. Dans l'auberge, il rencontre aussi deux étrangers et leur interprète Madaren, qui est en réalité la sœur de Takeo, qu'il croyait morte il y a 20 ans, dans le massacre de Mino, leur village natal. Après ces événements, il part pour Hagi avec Ishida, mais n'y restera que peu de temps. Il partira vite pour Maruyama afin de célébrer la consécration de sa fille, Shigeko, comme administratrice du domaine.
Durant l'hiver, il apprendra également que Kaede attend un nouvel enfant…
Ensuite, au printemps, il partira pour la capitale, afin de calmer la situation en ce qui concerne l'attitude de l'empereur, en comblant ce dernier de présents, et en affrontant sire Saga, son premier général, dans un concours de chasse aux chiens… Si jamais Takeo perd, les Trois Pays reviendront à Saga et à l'empereur, par l'intermédiaire de Zenko, et Takeo et Kaede seront mis à mort, par contre, si Takeo gagne, l'empereur lui donnera sa bénédiction et anéantira Araï Zenko.
Au printemps, Kaede accouche d'un garçon et Takeo part pour la capitale, Miyako, afin de négocier avec l'empereur. Durant son voyage, il s'arrête à Inuyama et fait exécuter les enfants de Gosaburo. Arrivés à la capitale, ils firent don de présents majestueux à l'empereur, dont la kirin, animal légendaire qu'Ishida avait rapporté d'un de ses voyages. Puis, ils gagnèrent le concours et l'empereur se rangea donc du côté de Takeo. Malheureusement, Takeo apprit la nouvelle de la mort de Taku et de Sada et de la captivité de Maya, par Maï la sœur de Sada. Il s'affola et décida de rentrer dans les trois pays le plus vite possible.

#### Du côté de la Tribu
Après le meurtre de Muto Kenji, qui était allé chez les Kikuta afin de proposer une trêve de la part de Takeo et de voir son propre petit-fils, Hisao, la nouvelle de la captivité des enfants de Gosaburo finit par attendrir ce dernier qui cherche à faire une trêve avec les Otori. Ceci provoque le courroux d'Akio, le nouveau maître Kikuta, qui l'assassine. Après, il décide de partir pour Akashi avec Hisao. Une fois à Akashi, Akio apprend les soupçons que Takeo a envers la loyauté de Zenko et décide de partir pour Hofu afin de s'allier à celui-ci, pensant que Zenko serait le partenaire idéal pour se venger de Takeo.

#### Du côté des jumelles, Miki et Maya
Dans le temple de Hagi, Maya endort un chat grâce au sommeil des Kikuta. Après cet incident, elle commencera à se comporter de manière étrange. En plus, elle ressent une profonde aversion pour Sunaomi, le fils de Zenko, et un jour, lui demande de sortir du palais pour aller cueillir une branche d'un arbuste dans une prétendue maison hantée, mais Sunaomi est retrouvé et ramené au palais. Takeo décide, pour contenir le côté sauvage de Maya, de l'envoyer à Maruyama auprès de Taku. La bas, elle se déguise en garçon et espionne les agissements de Kono, le fils de Fujiwara. Mais, une nuit, elle surprend la conversation entre Taku et Sada, sa compagne, qui révèle que Takeo a un fils, Hisao, qui est le seul à pouvoir lui apporter la mort. Profondément choquée par cette nouvelle, Maya ne put se retenir de hurler.
Quelques mois plus tard, à Hofu, Maya pénètre dans une taverne où elle voit Akio et Zenko s'allier et parler de leurs sinistres projets, ils comptent attaquer Takeo grâce à des armes qui leur sont fournies par les étrangers Dom João et Dom Carlos, en échange de l'adhérence de Zenko au christianisme. Pendant ce temps, Hana, la sœur de Kaede, se rendra a Hagi et lui avouera que Takeo a un fils caché, ce qui la déstabilisera, car son amour et sa loyauté envers Takeo sont là son seul point faible. Malheureusement, Akio surprend Maya en train de les espionner et essaye de la tuer. Elle réussit néanmoins à s'enfuir et cours rejoindre Taku pour lui annoncer la nouvelle. Affolés, ils décident de s'enfuir pour Inuyama mais à la suite de la traîtrise de Zenko, ils sont rattrapés en chemins par Akio et Hisao, et, à la suite d'un bref combat, Taku et sa compagne, Sada, sont assassinés d'une balle dans la nuque. Maya, quant à elle est enlevée par Akio qui compte s'en servir pour provoquer Takeo… Lorsque Shizuka et Miki apprirent cette nouvelle, elles furent toutes deux bouleversées et partirent pour Hofu, afin de se rendre sur la tombe de Taku. Là bas, Shizuka fut prise d'un besoin irrésistible de parler à Zenko, son autre fils, mais la conversation dégénéra et Shizuka ne garda plus que Miki comme raison de vivre. Mais Miki était partie secourir sa sœur, Maya. Shizuka, désormais seule et désemparée, coupe symboliquement ses cheveux et brise sa tasse de thé (gestes symboliquement liés à la religion bouddhiste). Elle décide de rejoindre le temple où elle entame une grève de la faim, « nourrie par les oiseaux », selon les mots du livre.
Plus tard, Maya, dans sa captivité, tenta de tuer Hisao en l'absence d'Akio, se rappelant que seul Hisao pouvait tuer Takeo, selon la prophétie. Mais elle échoua car Hisao était protégé par le fantôme de sa mère, Yuki.

### Le Fil du destin
Ce tome 5 est la préquelle de la saga. Lian Hearn dit de ce volume : « Je suis heureuse que Le Fil du destin soit à la fois le premier et le dernier livre. Le cercle est ainsi complet et cette structure cyclique reflète bien les éléments de bouddhisme et de taoïsme que contient mon récit. »
Ce dernier tome précède donc chronologiquement les tomes précédents et reprend le passé de Shigeru Otori, héritier du clan des Otori. On y apprend l'enfance de Shigeru, la désintégration progressive du clan des Otori sous le joug des Tohan, sa longue et patiente élaboration de vengeance, jusqu'à sa découverte de Takeo.

## Parallèles avec le monde réel

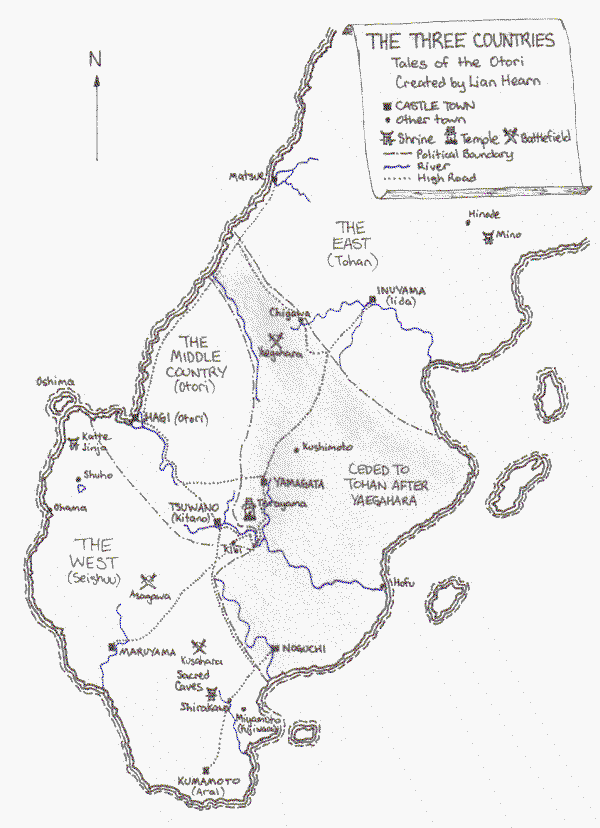
Carte des Trois Pays

L'histoire du Clan des Otori prend place dans une région fictive appelée les « Trois Pays » ; chaque pays est dirigé par un clan : le Pays de l'Est par les Tohan, le Pays du Milieu par les Otori et le Pays de l'Ouest par les Seishuu. Les Trois Pays sont situés à l'extrémité ouest d’une grande île d’un archipel nommé « les Huit-Îles » sur lequel règne un empereur et dont la capitale est située sur la même île que les Trois Pays. En réalité, l’influence de l’empereur sur les Trois Pays est toute relative puisque la seule autorité émane exclusivement des trois clans, chacun cherchant en permanence à étendre son influence. Néanmoins, un complexe et ancien réseau de familles traversant les Trois Pays, la Tribu, semble tirer son épingle du jeu, et même son profit, au travers de cette lutte entre les clans…

### Structure sociale et religion
La structure sociale au sein des Trois Pays ressemble énormément au Japon féodal. L'organisation est rigide et séparée en classe : nobles, guerriers, moines, artisans et ouvriers, paysans et parias. Malgré des interactions entre différentes classes, elles sont relativement fermées et possèdent leurs propres coutumes, règles et codes de conduite.
La religion principale de l'île est le culte de l'Illuminé, religion cohabitant assez bien avec d'autres croyances locales, comme les esprits. Néanmoins, un petit groupe de personnes, les Invisibles, vénèrent un Dieu mystérieux, ce qui leur vaut une persécution sans relâche, notamment de la part des Tohan. Il est aisé de faire correspondre dans le monde réel la Tribu aux ninjas, le culte de l'Illuminé à celui de Bouddha et les Invisibles aux Chrétiens, longtemps persécutés dans le Japon féodal et condamnés à la clandestinité (l’invisibilité). Le prénom d'origine du héros, Tomasu, n'est autre que la japonisation du prénom Thomas (Sadamu, le « méchant » principal du premier tome pourrait même passer pour une japonisation du prénom Saddam).

### Histoire et géographie
Sur le plan historique, on peut replacer la scène vers le XVIe siècle, correspondant à l'introduction pérenne des armes à feu sur l'archipel japonais (estimée précisément à l'an 1543). De plus, on peut facilement assimiler la bataille de Yaegahara (nom fictif) présente dans le roman à la bataille de Sekigahara qui se déroula au Japon en l'an 1600 (bien que cette bataille ait lieu, dans le roman, avant l'introduction précédemment évoquée des armes à feu, et à une localisation bien différente).
L'action pourrait se localiser géographiquement à l'extrémité ouest de Honshū, sur un territoire correspondant à la région de Chūgoku. D’après l’auteur, seules les villes de Hagi et Matsue décrites dans le roman correspondent aux villes réelles. À noter : les points cardinaux dans le roman sont tournés de 45° dans le sens inverse des aiguilles d'une montre, le nord des Trois Pays (cf. carte ci-contre) correspondant au nord-est dans le cadre réel.
La ville d'Hagi, fief des Otori, se trouve sur la côte de la mer du Japon, et la description qui en est faite dans le roman correspond parfaitement à la véritable ville : il s'agit d'une cité insulaire formée par la division du fleuve Abugawa en deux cours d'eau ceinturant la cité, l'Hashimotogawa au Sud et le Matsumotogawa au Nord. La ville a bien comporté un château, construit après la bataille de Sekigahara et désormais en ruine, sur le mont Shizuki qui comporte, tout comme dans le roman, une épaisse forêt et un temple. On trouve également l'île d'Oshima au large de Hagi, mais au Nord de celle-ci et non au Sud comme dans l'œuvre.
On retrouve également la ville de Hofu, directement au Sud d'Hagi, sur la côte de la mer intérieure de Seto. Ces deux villes dépendent de la préfecture de Yamaguchi, dont la localisation de son chef-lieu éponyme est similaire à celle de Yamagata dans le roman (il existe d'ailleurs au moins trois Yamagata au Japon, dont l'un dans la préfecture de Gifu, près de Nagoya et du site de Sekigahara ; mais aucun n'est situé dans la région du récit). La préfecture de Yamaguchi correspond donc au fief des Otori. Yamaguchi accueille d'ailleurs le temple d'Unkoku, qui reçut Sesshū et peut donc être rapproché du temple Terayama, lieu clé du récit.
La localisation de Tsuwano est par ailleurs erronée dans le récit, cette ville se situe au Nord-Est de Yamaguchi, dans la préfecture de Shimane, et non à l'Ouest de Yamagata/Yamaguchi. Chigawa, Noguchi et Kuchimoto n'ont pas d'équivalent formel.
Le fief des Seishuu se trouverait sur l'île de Kyūshū (alors que les Trois Pays sont sur la même île dans le récit), où l'on trouve la ville et préfecture de Kumamoto et, à sa proximité immédiate, le fleuve Shirakawa (à ne pas confondre avec les deux villes de ce nom, la première dans la préfecture de Fukushima et la seconde dans celle de Gifu). Cette île est divisée en plusieurs préfectures, correspondant probablement aux terres de chaque famille seigneuriale. Maruyama et Kumamoto n'ont pas d'équivalent dans la région concernée.
Le fief des Tohan s'étend au-delà de la limite de la préfecture de Yamaguchi. On y retrouve la ville de Matsue, près de la côte de la mer du Japon (dont elle n'est séparée que par le mont Asahi : il ne s'agit donc pas à proprement d'une ville côtière), peut-être un peu plus au Nord-Est que sa localisation dans le récit. La ville d'Inuyama se trouve dans la préfecture d'Aichi, près de Nagoya, ce qui ne rentre pas dans le cadre géographique du récit ; on pourrait alors localiser la capitale des Tohan près d'Akitakata, Miyoshi ou Shobara, dans la préfecture d'Hiroshima (dont le chef-lieu ne peut correspondre, car Inuyama n'est pas décrite comme une ville côtière).
Tout comme les noms de Yamagata, Sekigahara et Shirakawa, on retrouve une localité nommée Mino dans la préfecture de Gifu. Il est par ailleurs intéressant de constater que les villes de Yamagata, Mino et Inuyama forment un triangle de quelques dizaines kilomètres de côté, dans la banlieue Nord de Nagoya.

### Autres
À titre d'anecdote, le plus célèbre exemple de plancher rossignol peut être visité à Kyōto au château de Nijō.

## Personnages

### Le clan des Otori
- Otori Takeo (né Tomasu) : Élevé chez les Invisibles, il fut sauvé et adopté par Shigeru lors de l'attaque de son village.
- Otori Shigeko : Fille aînée de Takeo et de Kaede, héritière de Maruyama.
- Otori Shigeru : Héritier du clan des Otori, il souhaite venger la mort de son frère assassiné par le clan des Tohan.
- Otori Takeshi : Jeune frère de Shigeru, assassiné par les Tohan.
- Otori Shigemori : Père de Takeshi et de Shigeru, mort à la bataille de Yaegahara contre les Tohan.
- Otori Ichiro : Précepteur de Shigeru puis de Takeo.
- Otori Shoichi : Oncle de Shigeru, il complote contre lui avec Masahiro.
- Otori Masahiro : Jeune frère de Shoichi, il est également oncle de Shigeru. Il cherche à se débarrasser de lui.
- Otori Yoshitomi : Fils de Masahiro.
- Ryoma : Fils illégitime de Masahiro, il est pêcheur à Hagi, la capitale côtière des Otori.
- Otori Maya et Miki : Filles jumelles de Takeo et de Kaede.
- Terada Fumifusa : Un pirate.
- Terada Fumio : Fils de Fumifusa, il s'est lié d'amitié avec Takeo.

### Le clan des Tohan
- Iida Sadamu : Seigneur du clan, il souhaite la mort de Shigeru et le mariage avec Maruyama Naomi.
- Iida Nariaki : Cousin de Sadamu.
- Abe : Chef de la garde d'Iida Sadamu.
- Ando : Homme de main d'Iida Sadamu.
- Noguchi Masayoshi : Allié des Tohan après avoir trahi les Otori lors de la bataille de Yaegahara.

### Le clan des Seishuu
- Shirakawa Kaede : Héritière du clan après la mort de Mariko et dame Maruyama, dont elle est la cousine. Elle est amoureuse de Takeo et devient ensuite son épouse.
- Araï Daiichi : Ancien chef des gardes au château des Noguchi, seigneur de Kumamoto, il s'est élevé contre Iida après un affront. Il cherche à conquérir les Trois Pays.
- Maruyama Naomi : Amante de Shigeru, elle est à la tête du domaine de Maruyama. Elle a une fille, Mariko.
- Maruyama Mariko : Fille de Naomi, elle a été gardée prisonnière par Iida.
- Sire Shirakawa : Cousin de Maruyama Naomi.
- Shirakawa Aï : Sœur de Kaede et femme de Sonoda.
- Shirakawa Hana : Sœur de Kaede et femme de Zenko.

### Membres de la Tribu

#### Famille Muto
- Muto Kenji : Surnommé « le Renard », ami de Shigeru, professeur de Takeo.
- Muto Yuki : Fille de Kenji et Seiko. Elle aura un enfant avec Takeo (Hisao).
- Muto Shizuka : Nièce de Muto Kenji, maîtresse d'Araï, épouse d'Ishida, mère de Zenko et de Taku, dame de compagnie de Kaede et chef de la famille Muto après la mort de Kenji.
- Muto Seiko : Épouse de Kenji.
- Muto Zenko : Premier fils de Shizuka et Araï.
- Muto Taku : Fils de Shizuka et Araï.
- Akio : Dans la cachette des tribus

#### Famille Kikuta
- Kikuta Isamu : Assassin au sein de la Tribu, il abandonnera ce rôle pour rejoindre les Invisibles. Il sera assassiné par Kotaro avant la naissance de Tomasu (Takeo), son fils.
- Kikuta Kotaro : Chef de famille des Kikuta. Maître de nombreux membres de la Tribu.
- Kikuta Akio : Neveu de Kotaro et cousin de Takeo. Il prendra en grippe Takeo lorsque celui-ci entretiendra une relation avec Yuki. Il devient le maître Kikuta à la mort de Kotaro, tué par Takeo à l'aide de Kenji.
- Kikuta Hisao (Otori) : Fils caché de Takeo et de Muto Yuki, censé tuer Otori Takeo selon la Prophétie des Cinq Batailles, et demi-frère d'Otori Miki, Maya et Shigeko (filles de Takeo).
- Kikuta Gosaburo : Marchand au sein de la Tribu. Takeo travaillera un moment pour lui avant de s'échapper de la Tribu, tué par Kikuta Akio à cause de l'acceptation de la trêve par Gosaburo pour épargner ses enfants détenus par Takeo.

#### Famille Kuroda
- Kuroda Shintaro : Célèbre assassin qui tenta d'éliminer Shigeru sur ordre de Shoichi et Masahiro, ses oncles.
- Kondo Kiichi : Serviteur et protecteur de Kaede.

### Autres
- Kubo Makoto : moine au temple Terayama, ami et proche conseiller de Takeo, amant d'une nuit.
- Matsuda Shingen : abbé de Terayama.
- Jo-An : paria et membre des Invisibles, il aidera Takeo dans sa campagne.
- Sire Fujiwara : aristocrate exilé de la cour de l'empereur, fasciné par Kaede, il l'épousa de force.
- Mamoru : compagnon et protégé de Fujiwara.
- Dom João : marchand portugais.
- Dom Carlos : prêtre portugais.
- Madaren : interprète de Carlos et João et sœur de Takeo
- Sire Saga : puissant guerrier du Nord des Trois Pays
- L'empereur des Huit Îles.

## Suites

### SérieShikanoko
Lian Hearn a écrit un préquelle titrée Shikanoko, se déroulant dans le même monde. Les quatre tomes de cette nouvelle série sont tous parus en 2016 en version anglaise.
1. L'Enfant du cerf, Gallimard Jeunesse, 2017 ((en) Emperor of the Eight Islands, 2016)  (ISBN 978-2-07-058814-5)
2. La Princesse de l'automne, Gallimard Jeunesse, 2017 ((en) Autumn Princess, Dragon Child, 2016)  (ISBN 978-2-07-507643-2)
  - Compilation des deux premiers titres : L'Enfant du cerf, Gallimard Jeunesse, 2021  (ISBN 978-2-07-513389-0)
3. L'Empereur invisible, Gallimard Jeunesse, 2017 ((en) Lord of the Darkwood, 2016)  (ISBN 978-2-07-507648-7)
4. L'Héritier de l'arc-en-ciel, Gallimard Jeunesse, 2017 ((en) The Tengu's Game of Go, 2016)  (ISBN 978-2-07-507653-1)
  - Compilation des deux derniers titres : L'Empereur invisible, Gallimard Jeunesse, 2021  (ISBN 978-2-07-513394-4)

### SérieLes Enfants des Otori
1. Les Guerriers orphelins, Gallimard Jeunesse, 2021 ((en) Orphan Warriors, 2020)  (ISBN 978-2-07-513878-9)
2. La Révolte invisible, Gallimard Jeunesse, 2022 ((en) Sibling Assassins, 2020)  (ISBN 978-2-07-515023-1)

## Adaptations

### Bande dessinée
Depuis 2021, le scénariste Stéphane Melchior et le dessinateur Benjamin Bachelier adaptent la série en bande dessinée. Chaque tome de la série initiale est divisé en trois volets de bande dessinée. Les deux premiers volets du Silence du Rossignol sont parus aux éditions Gallimard Jeunesse en 2021.  

### Cinéma
Les droits audiovisuels ont été vendus à Universal Studios pour The Kennedy/Marshall Compagny. David Henry Hwang a été désigné comme scénariste. Cependant, aucune adaptation cinématographique n'a encore vu le jour. 